# Xerolirion divaricata
Xerolirion divaricata A.S. George – gatunek rośliny z monotypowego rodzaju Xerolirion A.S. George z rodziny szparagowatych. Występuje endemicznie w południowo-zachodniej Australii, gdzie występuje w siedliskach suchych, w piaskach i na wychodniach skał granitowych i laterytowych, na obszarze między miastami Morawa i Southern Cross.
Nazwa naukowa pochodzi od greckich słów ξηρός (ksiros – suchy) i λυρίων (lirion – lilia), odnosząc się do siedliska tych roślin. Epitet gatunkowy po łacinie oznacza „rozwidlona”.

## Morfologia

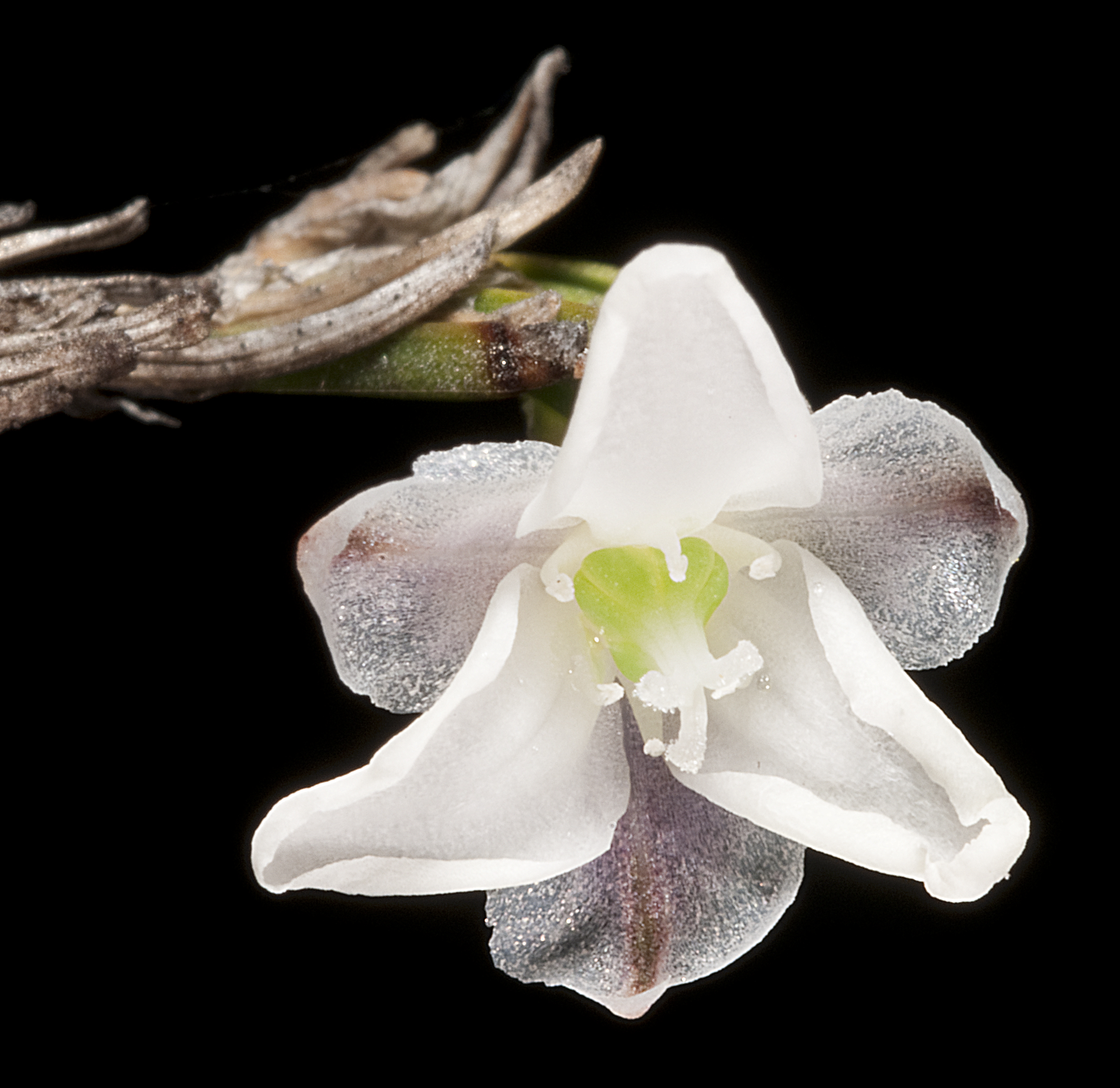
Kwiat

Wieloletnia, kłączowa, dwupienna roślina zielna o wysokości do 40 cm, tworząca kępy. Łodyga wzniesiona, rozwidlona. Liście naprzemianległe, siedzące, krótkotrwałe, równowąskie, drobne, o długości 3–5 mm, tępe lub ostre, u nasady tworzące pochwę z szeroko błonkowatymi brzegami. Kwiatostany męskie zredukowane, wierzchotkowe, składające się z od 1 do 3 kwiatów; kwiaty żeńskie pojedyncze. Kwitnie od lipca do sierpnia. Okwiat mały, biały. Listki okwiatu długości 2–4 mm, u nasady krótko zrośnięte, trwałe. Sześć pręcików  osadzonych u nasady listków okwiatu. Nitki wolne; pylniki podługowate, skierowane do wewnątrz, osadzone grzbietowo, pękające przez podłużne szczeliny. Zalążnia mała, jajowata, trójkomorowa, mniej więcej trójwrębna, z 1 zalążkiem w każdej komorze; szyjka słupka krótka, gruba, zwężająca się do wierzchołka, zakończona trójwrębnym znamieniem. Owocem są kulistawe torebki, zawierające od 1 do 3 żółtawych, odwrotnie jajowatych nasion.
Gatunek blisko spokrewniony z rodzajem lomandra, od którego różni się zredukowanym kwiatostanem, rozgałęzionym pokrojem, rozwidloną łodygą i krótkotrwałymi liśćmi.

## Systematyka
Pozycja systematycznaGatunek należy do monotypowego rodzaju Xerolirion, należącego do plemienia Lomandreae w podrodzinie Lomandroideae w obrębie rodziny szparagowatych (Asparagaceae). Historycznie zaliczany do rodziny złotogłowowatych i Lomandraceae. Analizy molekularne wskazują na zagnieżdżenie tego taksonu w obrębie rodzaju Lomandra.